# Ядерна бомба Mark 6
Ядерна бомба Mark 6 — американська 60-ти дюймова атомна бомба, подальший розвиток Mark 4, модернізація якої полягала в потужнішому 60-лінзовому заряді W-6 та легкому алюмінієвому корпусі.
Маса бомби в процесі серійного виробництва зменшувалася від 3860 кг до 3540 кг. На пізніх варіантах Mk.6 відмовилися від застосування радіовисотоміру, обмежившись барометричним детонатором (були так само ударні п'єзоелектричні детонатори). З'ясувалося, що помилка барометричного висотоміра ± 100 метрів, при потужності вибуху 30 … 60 кт., цілком допустима.
Атомна бомба Mark 6 в 1950 рр. була основною зброєю стратегічної авіації США і перебувала на озброєнні до 1962 р. Було виготовлено близько 1100 бомб цього типу.
Різноманітні моделі та варіанти ям дали ядерну потужність 18, 26, 80, 154 і 160 кілотонн для моделей Mark 6.

## Випробування
- 5:47 6 лютого 1951 (місц. час) випробування прототипу бомби Mk-6. Повітряний вибух на висоті 460 м був зроблений на невадському випробувальному полігоні. Потужність заряду склала 22 кт.
- 06:34 8 квітня 1951 (місц. час) випробування першого зразка Mk-6. Проводилося на атолі Еневейтак. Бомба була скинута зі 100 метрової вишки, вибухом піднято 250 000 тонн ґрунту на висоту 10 км. Потужність заряду склала 81 кт.